# 中野晃一
中野 晃一（なかの こういち、1970年 - ）は、日本の政治学者。上智大学国際教養学部教授、同学部長。学位はPh.D（プリンストン大学）。専門は比較政治学、日本政治、政治思想。妻は政治学者の三浦まり。

## 経歴
埼玉県蓮田市出身。伊奈学園総合高等学校、東京大学文学部哲学科、オックスフォード大学トリニティ・カレッジ哲学・政治学科卒業。東京大学大学院総合文化研究科地域文化研究修士課程修了。プリンストン大学政治学研究科博士課程修了。

## 研究
研究テーマは、国家の「輪郭」（自治省・警察庁・文部省の研究）・政治的反自由と経済的自由（新右派連合の政治）。

## 人物
- 熱心な野党共闘推進派であり、野党共闘派のロビー団体「市民連合」の設立に呼びかけ人として関与した。
- 日本共産党の機関紙のしんぶん赤旗に多数寄稿している。同紙の2020年元旦一面特集では、志位和夫委員長と対談し、「文明を壊す安倍政治と決別する「覚醒の年」にする」と述べた。
- 日本による対韓輸出優遇撤廃に反対する、声明「韓国は「敵」なのか」呼びかけ人の1人[3]。
- 「立憲デモクラシーの会」呼びかけ人の一人[4]。

## 発言

### 「スポーツしかできないバカ」発言
2021年7月8日、東京オリンピックについて自身のTwitterで「選手に罪はない、もしくは選手自身が自分たちに罪はないと思ってたりするみたいだけど、スポーツしかできないバカって本当に世界的にこんなにゴロゴロいるんだね。医療崩壊目前にしてオリンピックやらんだろ。健全な身体に健全な精神が宿れば良かったのにねえ。筋肉とカネと権力の癒着は醜悪だね」と発言した。
この発言に対して社会学者の古市憲寿は、『週刊新潮』2021年7月29日号に掲載された文中で、「その理屈が通るなら、『大学なんて研究しかできないバカの集まりだ。廃止してしまえ』と言われても仕方ない」「中野さんの知名度の低さゆえ炎上は小さかったが、絵に描いたような『大学教授』らしい発言である」と述べた。

## 著書

### 単著
- 『右傾化する日本政治』 （岩波新書、2015年）
- 『私物化される国家 支配と服従の日本政治』（KADOKAWA、2018年）

### 共著
- （中野晃一、福島みずほ）『嘘に支配される日本』（岩波書店、2018年）
- （木村草太ほか）『「改憲」の論点』（ 集英社新書、2018年）
- （照屋寛之、萩野寛雄、中野晃一）危機の時代と「知」の挑戦（上）  論創社  2018年）
- 『野党が政権に就くとき: 地方分権と民主主義』（中野真紀子訳、人文書院、2019年）